# Museo Nacional de Arte
Museo Nacional de Arte är ett av Mexikos största konstmuseum, beläget på i Mexico Citys historiska centrum i Mexico City. Museet har varit beläget här sedan 1982. Från början låg museet precis vid Zócalo. Den ursprungliga byggnaden ritades av den italienska arkitekten Silvio Contri.